# Alchemilla rhiphaea
Alchemilla rhiphaea är en rosväxtart som beskrevs av Sergei Vasilievich Juzepczuk. Alchemilla rhiphaea ingår i släktet daggkåpor, och familjen rosväxter. Inga underarter finns listade i Catalogue of Life.